# União das Freguesias de Vilar de Lomba e São Jomil
União das Freguesias de Vilar de Lomba e São Jomil, kurz UF Vilar de Lomba e São Jomil, ist eine Gemeinde (Freguesia) im portugiesischen Kreis von Vinhais, in der Region Trás-os-Montes.
Die Gemeinde hat 237 Einwohner und eine Fläche von 29,48 km² (Stand nach Zahlen vom 30. Juni 2011).
Sie entstand im Zuge der administrativen Neuordnung in Portugal 2013 am 29. September 2013 durch Zusammenschluss der Gemeinden Vilar de Lomba und São Jomil. Sitz der neuen Gemeinde wurde Vilar de Lomba.